# Püspökmolnári

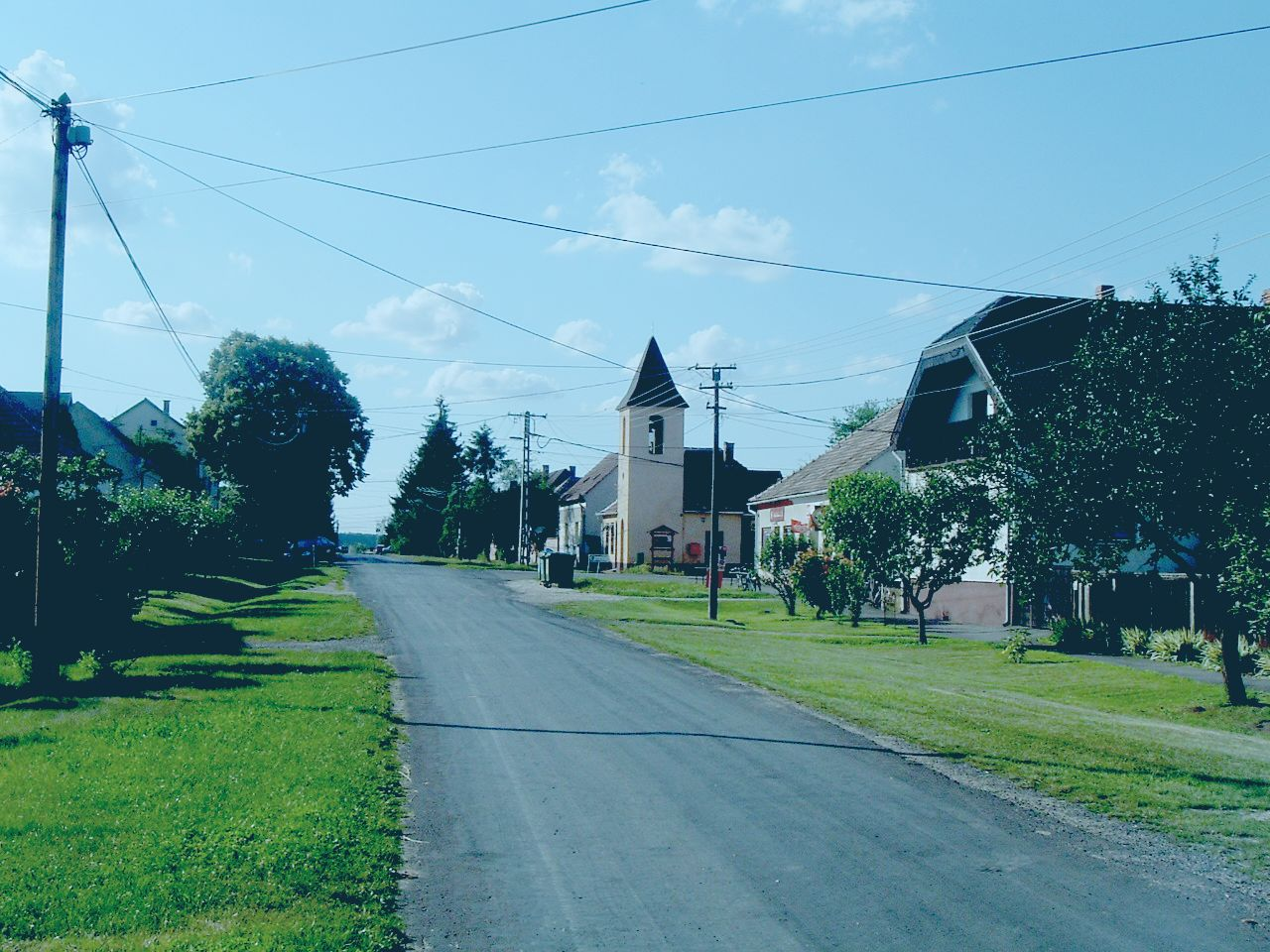
A molnári falurész

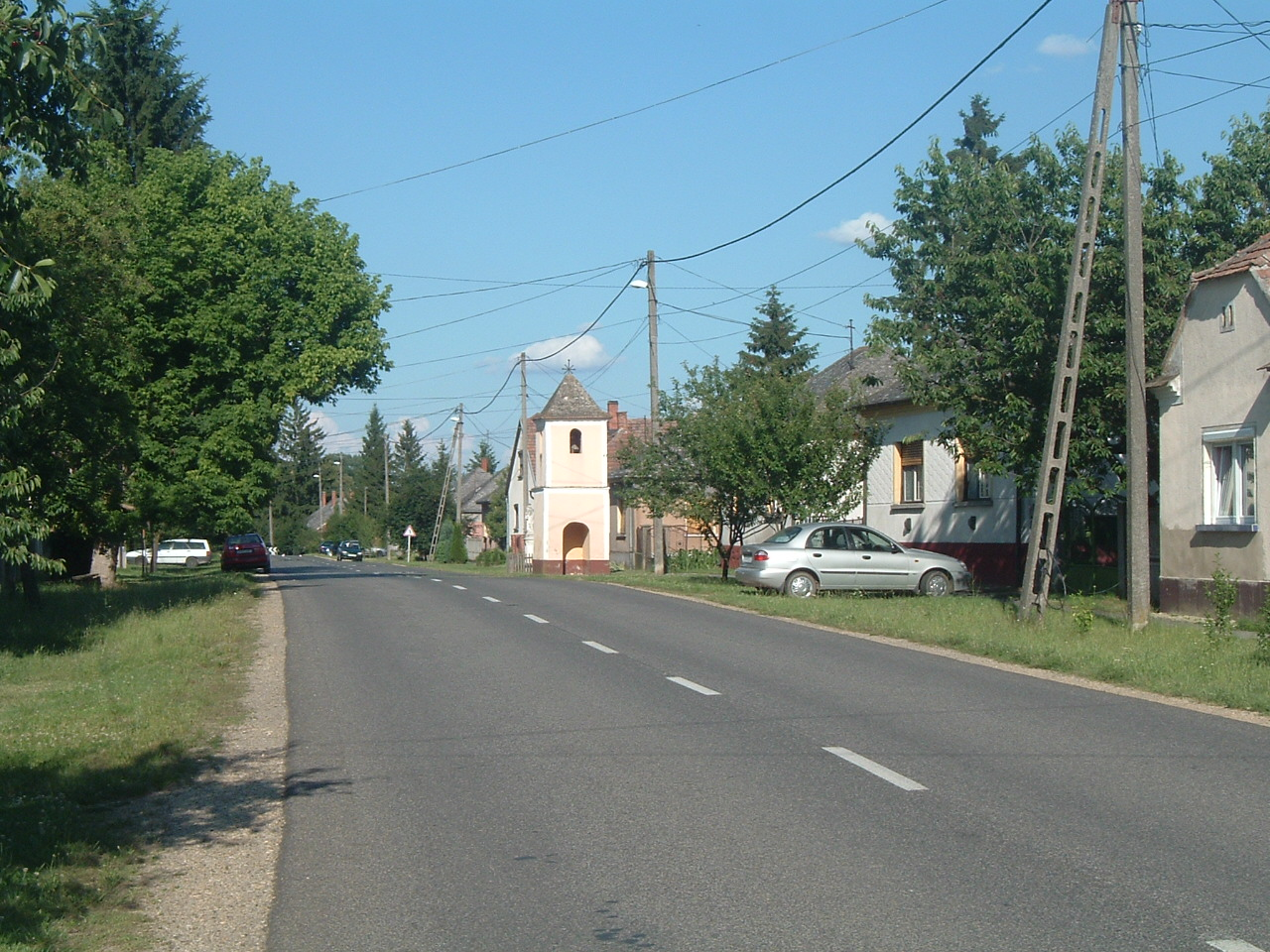
A püspöki falurész a 8701-es úttal

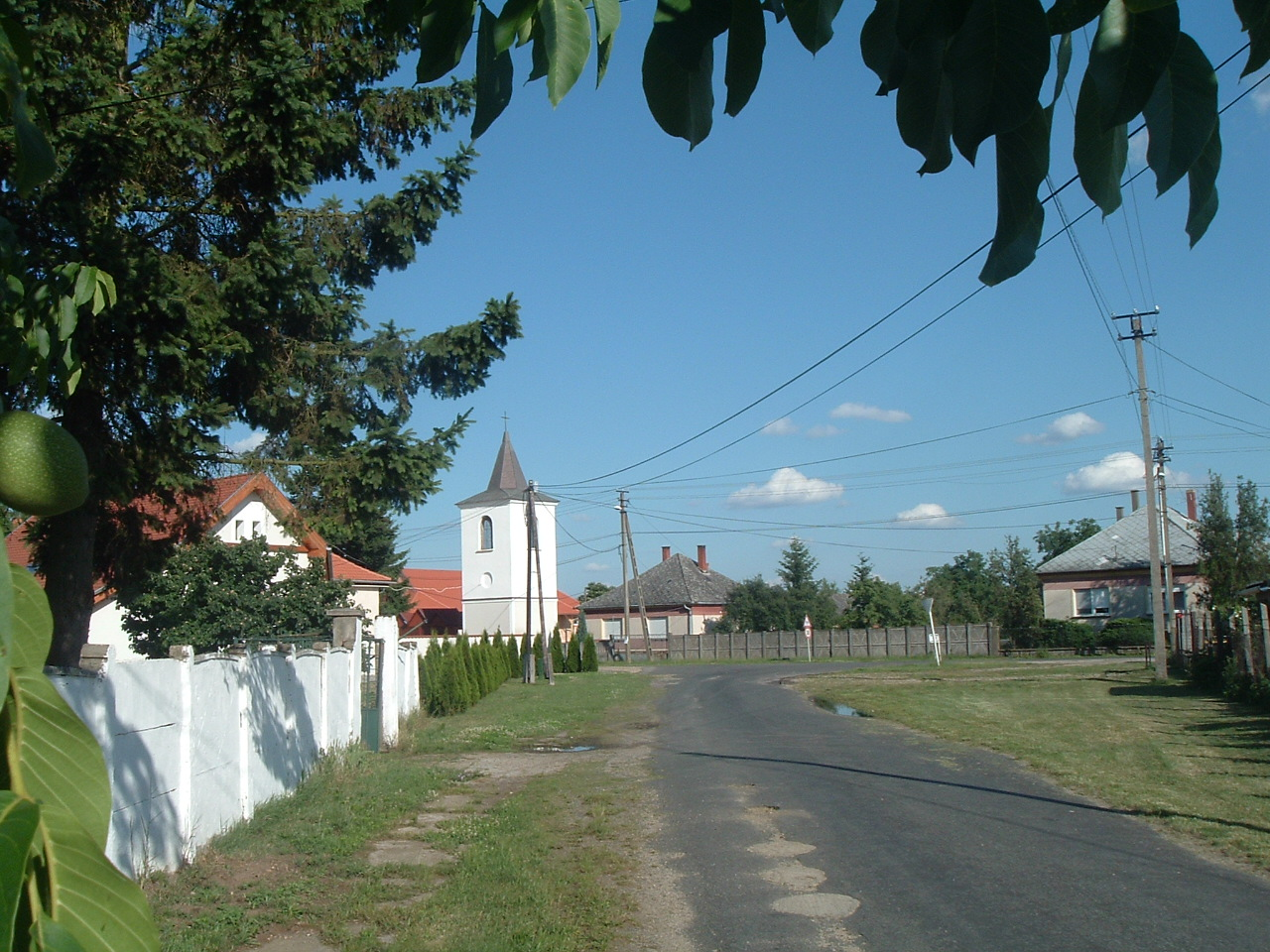
A szenttamási falurész

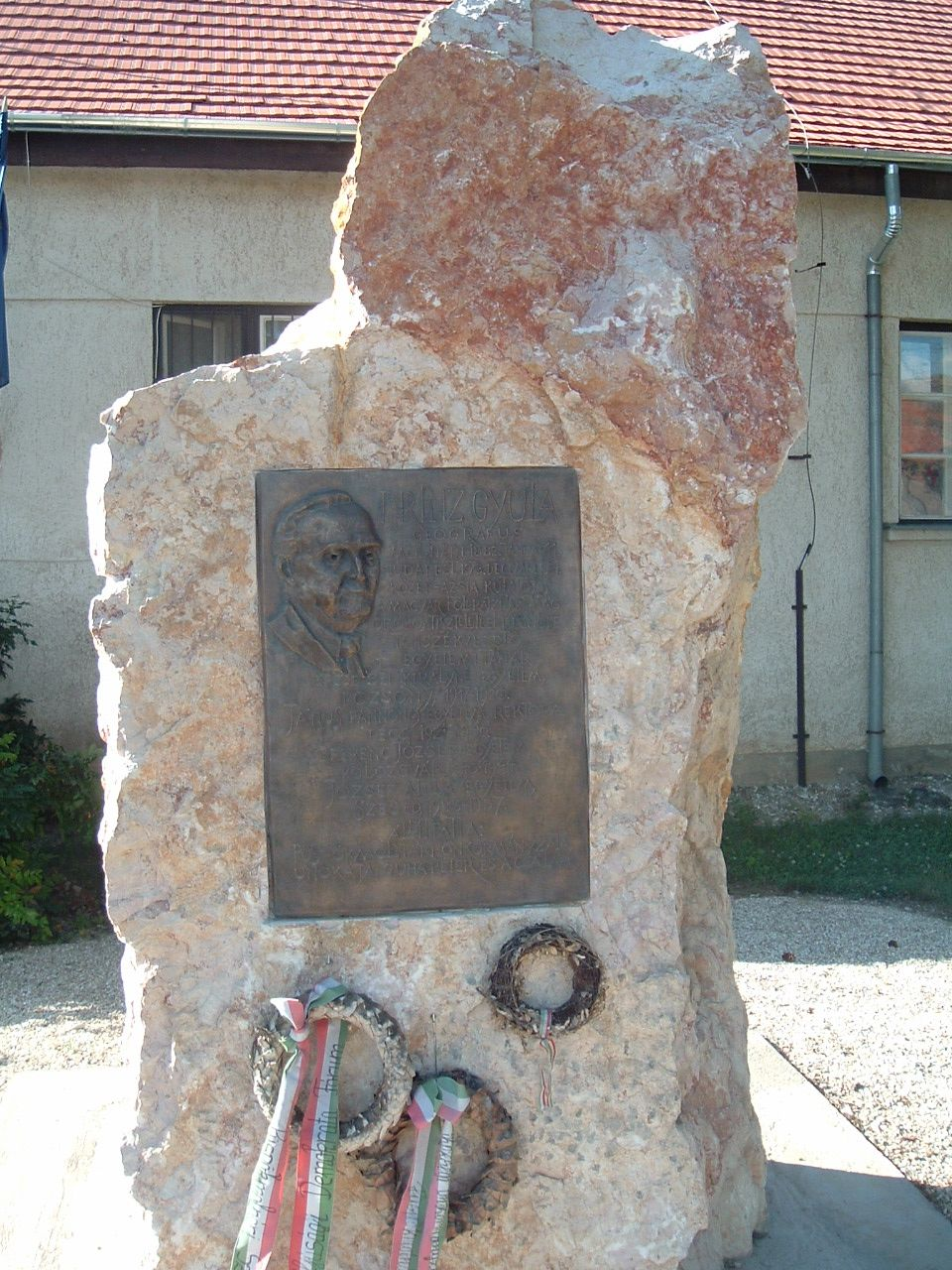
Prinz Gyula emlékoszlopa

Püspökmolnári község Vas vármegyében, a Vasvári járásban. Rábamolnári, Rábaszenttamás és Rábapüspöki községek egyesítésével jött létre.

## Fekvése
Szombathelytől 30 kilométerre délkeletre fekszik, a Rába bal partján. Három, korábban önálló településrésze közül Rábamolnári fekszik a legnyugatabbra, Rábaszenttamás helyezkedik el a mai község középső részén, Rábapüspöki pedig a legkeletibb fekvésű falurész.
A szomszédos települések: észak felől Rábatöttös, északkelet felől Zsennye, dél felől Vasvár, nyugatról Rábahídvég, északnyugat felől pedig Gyanógeregye. Keleti irányból az amúgy távolabb fekvő Rum községhez tartozó lakatlan külterületek határolják.

### Megközelítése
A településen, annak főutcájaként végighúzódik a 8701-es út, ez a legfontosabb közúti megközelítési útvonala, mivel ez köti össze a 8-as főút rábahídvégi szakaszával éppúgy, mint Sárvár városával. Gyanógeregyével és azon keresztül Vasszécsennyel a 8703-as út kapcsolja össze.
A hazai vasútvonalak közül a települést a Szombathely–Nagykanizsa-vasútvonal érinti, melynek egy megállási pontja van itt. Püspökmolnári vasútállomás a belterület nyugati szélétől közel fél kilométerre nyugatra helyezkedik el, közúti elérését a 8701-es útból kiágazó 87 304-es számú mellékút biztosítja.

## Története
A község területe ősidők óta lakott, ezt bizonyítja az a tény, hogy a Rába partján őskori település nyomaira bukkantak.
A bronzkorból egy edényben eltemetett gyermek maradványai, a római korból három márványoszlop került itt elő. A mai község területén az Árpád-korban négy falu, Árpás, Molnári, Püspöki és Szenttamás keletkezett.

### Árpás
Árpást 1256-ban villa Arpas alakban említik először. 1275-ben egy helyi nemes nevében szerepel, 1438-ban Poss. Arpas néven említi az az okirat, mely a Festetics család keszthelyi levéltárában található. A falu, mely a 15. században a Molnári család birtoka volt, már a század végén elpusztult.

### Molnári
Molnárit 1275-ben említik először, amikor a helyi nemes Molnári nemzetség birtoka volt. 1329-ben Molnar, 1411-ben Molnary, 1464-ben Kysmolnary néven említik. A Molnárik után a 16. században a Polányi és a Darabos család volt birtokos a községben. Még a század során lakossága felvette az evangélikus hitet.1698-ban 230 lakosa volt a községnek.
A 17. században a Nádasdy család birtoka volt. Tulajdonosai nádasdi Nádasdy Tamás és felesége meszléni Meszlényi Éva, akiknek három leánygyermeke született: szenttamási Bertalan Ádámné Nádasdy Mária, Bellisch Jánosné Nádasdy Éva, és jakabházi Sallér István alnádorné Nádasdy Klára (1685-1765) úrnő volt. 1744-ben Mária Terézia Sallér István alhelyettesnek adta, aki emeletes kastélyt épített a faluban. 1785-ben 285 lakost számláltak a településen. Sallér István és Nádasdy Klára unokája, jakabházi Sallér Judit (1765-1829), aki férjhez ment gróf tolnai Festetics Györgyhöz (1755–1819). A 19. század elején, tehát ezzel a házassággal, Püspökmolnári a Festetics család birtoka lett, akik a kastélyt 1815-ben romantikus stílusban építették át. 1828-ban 344 volt a lakosság száma. 1857-ben gróf Festetics György apátságot alapított itt, később a kastély mellett korszerű tejgazdaságot létesített és elérte, hogy itt haladjon át a szombathely-nagykanizsai vasútvonal. A vasút építése nagy lendületet adott a település fejlődésének.

### Püspöki
Püspökit 1345-ben említik először. 1413-ban Pispiky néven szerepel a szombathelyi káptalan oklevelében. Birtokosa, Molnári Kelemen győri püspök a 15. század első felében kastély építtetett ide. Ettől kezdve a győri püspökség birtoka volt. Ekkor már állhatott a falu Keresztelő Szent Jánosnak szentelt temploma is a mai Sorok-patak melletti Szent Iván-dűlőben, mert 1462-ben Pál nevű plébánosát is említik.
1571-ben 28 jobbágytelek után adózott a község. 1590-ben már romos volt a temploma, valószínűleg a török pusztította el. A Szent Iván-dűlőben később előkerült kövek jelzik csak a helyét. 1698-ban Püspökinek 140 lakosa volt. 1767-ben a faluban 32 jobbágytelek volt, ezen kívül 9 zsellérház és 3 ház nélküli zsellér élt itt.
1777-ben a szombathelyi püspökség alapításakor Püspöki is az új püspökség birtoka lett. Lakói a mezőgazdaság mellett főként halászatból éltek. A községnek vízimalma is volt. 1785-ben az első népszámlálás során 258 lakost számláltak.
1830-ban 240-en, 1870-ben 365-en éltek a településen.

### Szenttamás
Szenttamást 1505-ben Zenth-Thamas néven említi először oklevél, de Szent Tamás apostol tiszteletére szentelt temploma már sokkal korábban is létezett, hiszen 1438-ban ide temették Molnári Kelemen püspököt. A templomot kezdetben Molnári templomaként tartották számon. A későbbi falu csíráját kezdetben a templom körül épült néhány ház jelentette. Később is kis falunak számított. 
Birtokosai a szomszédos Molnári és Püspöki urai, a Molnári, Sallér és Festetics családok, valamint a győri püspökség voltak. Mellettük több kisnemesi család is élt itt, pl. a szenttamási Babosok, akik nemesi előnevüket is innen vették.
A falu templomát 1572-ben átépítették, de rövidesen ide is elért a reformáció és evangélikus anyaegyház lett. 1674-ben az ellenreformáció hatására már újra katolikus pap szolgált a községben.
1698-ban mindössze 80 lakos élt a községben.
A templomot 1701-ben a birtokos Nádasdy család újjáépíttette. Ezután párhuzamosan zajlottak a katolikus és evangélikus istentiszteletek és az iskolai oktatás. 1725 után az utolsó evangélikus pap is eltávozott a faluból. A szenttamási Bertalan család lakott a 17. századtól Szenttamáson; 1630. december 28.-án szereztek cimeres levelet, és később, szenttamási Bertalan Ádám házasságot kötött nádasdi Nádasdy Máriával, Nádasdy Tamás és Meszlényi Éva lányával. A templomot 1731-ben, Bertalan Ádám sógora, jakabhézi Sallér István nádorhelyettes újjáépítette és később ide temetkezett.
1785-ben a népszámláláskor 125 főt számláltak itt. Szenttamás 1832-től önálló plébánia.
1830-ban 176 volt a lakosság száma.
1907-ben mindhárom község a Rába- előnevet vette fel. 1910-ben Rábamolnárinak 523, Rábapüspökinek 452, Rábaszenttamásnak 210 lakosa volt. A molnári kastélyt az 1920-as években a Kinsky család tönkremenetele miatt lebontották, ekkor szűnt meg a Festetics György által alapított apátság is.
1929-ben Rábapüspöki és Rábaszenttamás egyesült Püspöktamási néven. A mai község 1949-ben Püspöktamási és Rábamolnári egyesülésével jött létre. 1950-ben az evangélikus és a katolikus iskola egyesítésével létrejött az állami oktatás a községben.

## Közélete

### Polgármesterei
- 1990–1994: Varga Lajos (független)[4]
- 1994–1998: Varga Lajos (független)[5]
- 1998–2002: Varga Lajos (független)[6]
- 2002–2006: Varga Lajos (független)[7]
- 2006–2010: Varga Lajos (független)[8]
- 2010–2014: Rodler Csaba (Fidesz-KDNP)[9]
- 2014–2019: Rodler Csaba (Fidesz-KDNP)[10]
- 2019–2024: Rodler Csaba (Fidesz-KDNP)[11]
- 2024– : Kovács Krisztián (független)[1]

## Népesség
A település népességének változása:
| Lakosok száma | 878  | 867  | 848  | 871  | 893  | 890  | 882  |
|               | 2013 | 2014 | 2015 | 2021 | 2022 | 2023 | 2024 |

A 2011-es népszámlálás során a lakosok 89,7%-a magyarnak, 0,1% németnek, 0,1% cigánynak mondta magát (10,2% nem nyilatkozott; a kettős identitások miatt a végösszeg nagyobb lehet 100%-nál). A vallási megoszlás a következő volt: római katolikus 64,8%, evangélikus 14,3%, református 1,2%, görögkatolikus 0,3%, felekezet nélküli 5,1% (14,2% nem nyilatkozott).
2022-ben a lakosság 95%-a vallotta magát magyarnak, 0,7% németnek, 0,2% románnak, 0,1-0,1% szerbnek, ukránnak és cigánynak, 1,3% egyéb, nem hazai nemzetiségűnek (4,9% nem nyilatkozott; a kettős identitások miatt a végösszeg nagyobb lehet 100%-nál). Vallásuk szerint 49,2% volt római katolikus, 9,3% evangélikus, 2,4% református, 1,1% egyéb keresztény, 2,1% egyéb katolikus, 5,3% felekezeten kívüli (30,7% nem válaszolt).

## Nevezetességei
- Szent Tamás apostol tiszteletére szentelt római katolikus templom.
- Püspöki harangláb.
- Szenttamási harangláb.
- Molnári harangláb.
- Prinz Gyula emlékműve.
- Prinz Gyula emléktáblája szülőházán, a vasútállomáson.
- Csónakkikötő, sátorozási lehetőség a Rába-parton
- Az egykori kavicsbányatavak (Farkincás-tó, Nagy-tó) horgászatra alkalmasak.

## Híres emberek
- Molnári községből származott Molnári Kelemen, aki 1417 és 1438 között győri püspök volt.
- 1814-ben Molnáriban született gróf Zichy Hermann (1814-1880) kancellár (1864-65), 1815-ben pedig Zichy Ottó '48-as honvéd ezredes (1815-1880)
- 1810-ben Püspökiben született Piry Cirjék ferences szerzetes, tartományfőnök, Batthyány Lajos hamvainak őrzője és újratemetője
- Rábamolnáriban született 1882. január 11-én Prinz Gyula geológus, geográfus, néprajzkutató.
- Itt van eltemetve gróf Festetics György (1815-1883), az Andrássy-kormány király személye körüli minisztere.

## Külső hivatkozások
- Püspökmolnári az eSzállás portálon
- Püspökmolnári a Gyalogló oldalán
- Püspökmolnári az egykor.hu-n
- A püspökmolnári kavicsbányató
- Prinz Gyula életrajza
- Püspökmolnári helytörténeti blog
- Molnári Kelemen püspök életrajza
- gróf Festetics György életrajza
- Zichy Hermann életrajza
- Zichy Ottó életrajza
- Piry Cirjék életrajza
- Prinz Gyula emlékezete
- Kőszobrok Püspökmolnáriban